# The Bangles
The Bangles – amerykańska grupa pop-rockowa, założona w 1981 w Los Angeles. W skład grupy wchodzą: Debbi Peterson (perkusistka i wokalistka), Vicki Peterson (gitarzystka i wokalistka), Annette Zilinskas (basistka) i Susanna Hoffs (wokalistka i gitarzystka). Zespół znany jest z takich singli jak: „Eternal Flame”, „Manic Monday” i „Walk Like an Egyptian”.

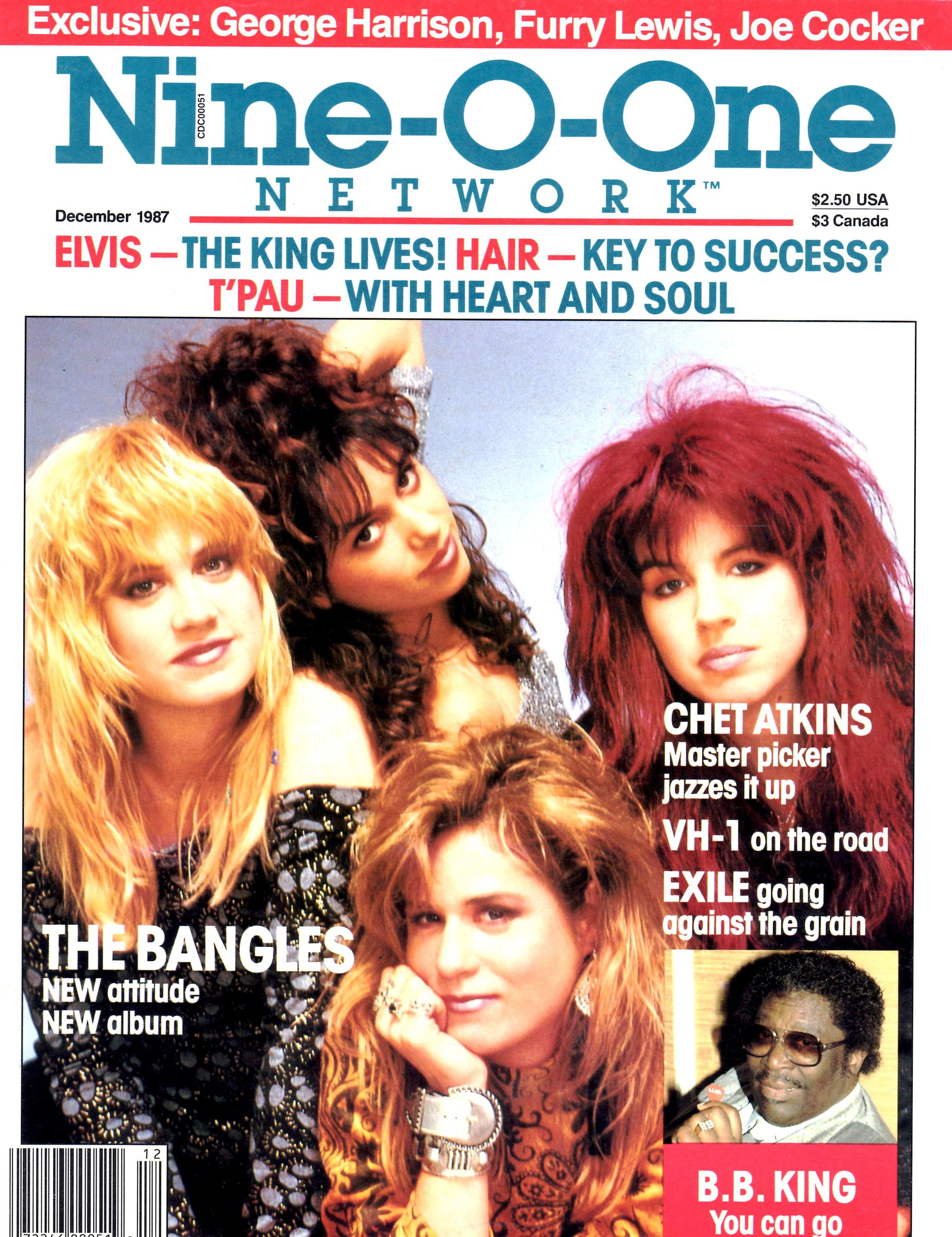
The Bangles, 1987

## Dyskografia
- 1982: The Bangles (EP)
- 1984: All Over The Place
- 1986: Different Light
- 1988: Everything
- 1990: Greatest Hits
- 1995: September Gurls
- 2003: Doll Revolution
- 2011: Sweetheart of the Sun